# Le Cœur en braille
Pour plus de détails, voir Fiche technique et Distribution.
Le Cœur en braille est une comédie dramatique franco-belge réalisée par Michel Boujenah, sortie en 2016. 
Ce film est une adaptation du livre du même nom, Le Cœur en braille, écrit par Pascal Ruter, paru en 2012.

## Synopsis
Marie, élève sérieuse et passionnée de violoncelle, souhaite intégrer le conservatoire supérieur, mais est en train de perdre la vue. Elle se lie d'amitié avec Victor qui va l'aider dans cette aventure: réussir à rentrer dans cette prestigieuse école en cachant son handicap...

## Fiche technique
- Titre : Le Cœur en braille
- Réalisation : Michel Boujenah
- Scénario : Michel Boujenah et Alfred Lot, d'après le roman de Pascal Ruter
- Musique : Philippe Jakko
- Montage : Amandine Stelletta
- Photographie : Vincent van Gelder
- Décors : Noëlle van Parys
- Costumes : Catherine Marchand
- Producteur : Ariel Zeitoun et Sidonie Dumas
  - Coproducteur : Sylvain Goldberg, Serge de Poucques, Nadia Khamlichi, Gilles Waterkeyn
  - Producteur associé : François Laroudie
- Production : Nexus Factory, Ajoz Films, Gaumont, France 2 Cinéma, Les Magnifiques, UMedia
- Distribution : Gaumont Distribution
- Pays d'origine :  France |  Belgique
- Durée : 85 minutes
- Genre : comédie dramatique
- Dates de sortie :
  -  Suisse : 24 septembre 2016
  -  France : 
    - 12 novembre 2016
    - 28 décembre 2016

## Distribution
- Alix Vaillot : Marie
- Jean-Stan Du Pac : Victor
- Charles Berling : le père de Marie
- Pascal Elbé : le père de Victor
- Antoine Khorsand : Haicam
- Ilan Levi : Étienne
- Noah Levi : Marcel
- Vincent Taloche : M. Azra
- Aude Ruyter : la mère de Marie
- Max Garang-Boulègue : Romain
- Laurent Capelluto : Docteur Vergne
- Richard Laune : le professeur d'histoire-géo
- France Bastoen : la professeure de maths
- Alexandre Marciano : le professeur principal
- Anabel Lopez : Eléonor
- Florence Nicolas : l'hôtesse du concours
- Raphaëlle Bruneau : la principale du collège
- Danièle Denie : Marlène